# أوزان إيبك
أوزان إيبك (بالتركية: Ozan İpek)‏ هو لاعب كرة قدم تركي في مركز نصف الجناح، ولد في 10 نوفمبر 1986 في أنقرة في تركيا. شارك مع منتخب تركيا لكرة القدم. أما مع النوادي، فقد لعب مع أنطاليا سبور وبطمان بترول سبور وبوجاسبور وبورصة سبور ومرسين إيدمانيوردو.

## وصلات خارجية
- أوزان إيبك على موقع اتحاد تركيا (لاعب) (الإنجليزية)
- أوزان إيبك على موقع قاعدة بيانات كرة القدم.إي يو (الإنجليزية)
- أوزان إيبك على موقع ناشيونال فوتبول تيمز (الإنجليزية)
- أوزان إيبك على موقع Soccerway.com (الإنجليزية)
- أوزان إيبك على موقع عالم كرة القدم.نت (الإنجليزية)